# Эри, Винсент
Сэр Винсент Серей Эри (англ. Vincent Serei Eri; 12 сентября 1936, дер. Мовеаве, провинция Галф, подмандатная Папуа — Новая Гвинея — 25 мая 1993, Порт-Морсби, Папуа — Новая Гвинея) — государственный деятель и писатель Папуа — Новой Гвинеи, Генерал-губернатор Папуа — Новой Гвинеи (1990—1991).

## Биография
Получил педагогическое образование в Университете Папуа-Новой Гвинеи, работал учителем, прежде чем был назначен начальником управления общеобразовательной подготовки (Director of Education). С 1975 по 1979 г. являлся первым генеральным консулом Папуа-Новой Гвинеи в Австралии, получил титул Верховного комиссара 16 сентября 1975 г. после установления национального суверенитета. 
В 1986 г. вместе с Тедом Диро основал Партию народного действия (ПНД) и был избран от нее в Национальный парламент.
В феврале 1990 г. он был назначен генерал-губернатором Папуа-Новой Гвинеи. Несколько месяцев произошел конституционный кризис после того, как заместитель премьер-министра и его коллега по партии Тед Диро были признан виновным в коррупции. Согласно конституции он должен был уволить Диро, но не сделал этого. Такой поступок привел к ожесточенным дискуссии. Премьер-министр Рабби Намалиу направил официальный запрос королеве Елизавете II с просьбой о замене Эри и 4 октября 1991 г. он подал в отставку. 
Также был активным писателем и долгое время считался первым местным жителем, написавшим роман на английском языке в 1970 г. под названием «Крокодил». Роман повествовал о колониальном периоде. Его название относится к австралийцам, которых считали сильными и отважными в борьбе с тяжелыми внешними обстоятельствами. Произведение было включено в обязательную программу для средних школ в 1970-х и 1980-х гг. В 2011 г. была учреждена ежегодная литературна премия «Крокодил». Однако впоследствии выяснилось, что первый методистский священник в стране, Осия Линге, которого прозвали Лигеремалуога из Коно, опубликовал книгу «Бывший дикарь» еще в 1932 г.

## Награды и звания
Кавалер Большого креста ордена Святого Михаила и Святого Георгия.